# モンテファルコーネ・ディ・ヴァル・フォルトーレ
モンテファルコーネ・ディ・ヴァル・フォルトーレ（イタリア語: Montefalcone di Val Fortore）は、イタリア共和国カンパニア州ベネヴェント県にある、人口約1,500人の基礎自治体（コムーネ）。

## 地理

### 位置・広がり
ベネヴェント県のコムーネ。県都ベネヴェントから北東へ29kmの距離にある。

#### 隣接コムーネ
隣接するコムーネは以下の通り。括弧内のFGはフォッジャ県（プッリャ州）所属を示す。
- カステルフランコ・イン・ミスカーノ
- フォイアーノ・ディ・ヴァル・フォルトーレ
- ジネストラ・デッリ・スキアヴォーニ
- ロゼート・ヴァルフォルトーレ (FG)
- サン・ジョルジョ・ラ・モラーラ